# Lecane gillardi
Lecane gillardi är en hjuldjursart som beskrevs av Berzinš 1960. Lecane gillardi ingår i släktet Lecane och familjen Lecanidae. Inga underarter finns listade i Catalogue of Life.